# ムシクイフィンチ
ムシクイフィンチ (Certhidea olivacea) は、フウキンチョウ科のダーウィンフィンチ類とされる鳥類の1種である。ときにホオジロ科に分類されるが、最近の研究ではフウキンチョウ科に属することが示されている。ムシクイフィンチ属 (Certhidea) 唯一の種である。
ダーウィンがビーグル号調査探検の1835年に、ムシクイフィンチを採集した時、それをミソサザイであると誤認していたが、イングランドに帰還したダーウィンは鳥類学者ジョン・グールド (John Gould) によって、1837年3月にその鳥がフィンチの仲間であることを知らされた。

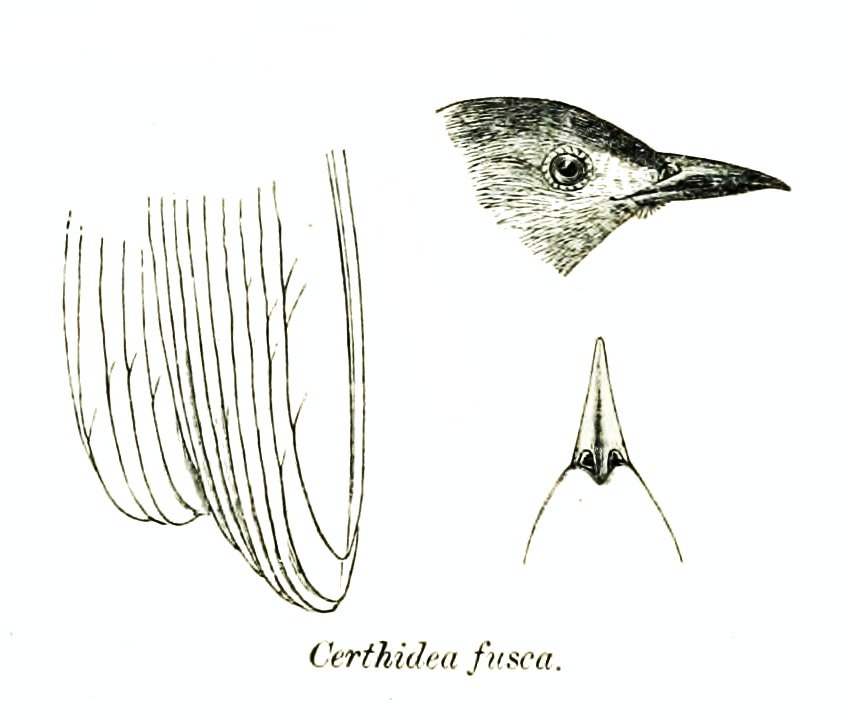
翼と頭部の図

## 分布
エクアドル、ガラパゴス諸島の 固有種。

## 形態
全長約9.5cm。体重8g。ダーウィンフィンチ類のうち最小種。尖った細いくちばしを持ち、ムシクイ類に似る。上面はオリーブ灰褐色から淡いオリーブ色。下面は白っぽい淡黄褐色。

## 亜種
この種には、ときに別種ともされる2つの異なる亜種グループがある。2つのグループは、外観、分布、生息地、鳴き声において異なる。
Green Warbler Finch 亜種グループ（1亜種）
- C. o. olivacea - サンチャゴ島、ラビダ島、ピンソン島、イサベラ島、フェルナンディナ島、サンタ・クルス島。[4]

Green Warbler Finch は緑の茂った半湿潤林の生息域にとけ込むための緑色を帯びた色合いを持つとともに、繁殖期の雄には特徴ある赤みを帯びた喉斑がある。
Grey Warbler Finch 亜種グループ
- C. o. fusca - ピンタ島、マルチェナ島。[4]
- C. o. becki - ダーウィン島、ウォルフ島。[4]
- C. o. mentalis - ヘノベサ島。[4]
- C. o. bifasciata - サンタ・フェ島。[4]
- C. o. cinerascens - エスパニョラ島。[4]
- C. o. luteola - サン・クリストバル島。
- C. o. ridgwayi - フロレアナ島。[4]

Grey Warbler Finch は、大部分が低木地および乾燥した小さな島の乾燥林に生息し、それらの生息域に適した色合いを持つ。

## 生態
生息地は、亜熱帯や熱帯における乾燥森林、湿性山地、乾燥低木地である。
葉や小枝、地上で小さな昆虫を探す。空中で飛ぶ昆虫を追うこともある。

## 参考
- BirdLife International 2004.  Certhidea olivacea.
- BirdLife International (2008). "Certhidea olivacea". IUCN Red List of Threatened Species. Version 2008. International Union for Conservation of Nature. 2009年11月12日閲覧。
- South American Classification Committee (2008年7月12日). “Proposal (#367) to South American Classification Committee – Split the Warbler Finches: Certhidea fusca from Certhidea olivacea.”. 2010年1月31日時点のオリジナルよりアーカイブ。2009年11月10日閲覧。